# TMRM+
Tetramethylrhodamin-methylester (TMRM+) ist ein Rhodamin-Fluoreszenzfarbstoff, welcher erstmals 1988 von Ehrenberg et al. synthetisiert wurde.
TMRM+ ist nicht cytotoxisch und wird deshalb im Life Cell Imaging eingesetzt, um temporäre Membranpotentialänderungen der Mitochondrien zu verfolgen.
Aufgrund seiner positiven Ladung akkumuliert sich TMRM+ in den negativ geladenen Mitochondrien. Bei einer Depolarisation der Mitochondrien (z. B. am Beginn der Apoptose) werden dort gespeicherte Anionen freigesetzt, woraufhin die TMRM+ Konzentration dort ebenfalls sinkt.
Sowohl Zellmembran als auch die mitochondriale Membran ist in beide Richtungen durchlässig für TMRM+. Der Farbstoff bindet nicht in Zellen, sondern akkumuliert sich lediglich aufgrund seines Konzentrationsgradienten in anionischen Gebieten. Er kann deshalb auch vollständig ausgewaschen werden mit Puffern die kein TMRM+ enthalten.
TMRM+ besitzt zwei Absorptionsmaxima bei λmax = 515 nm und 555 nm und emittiert bei λmax = 575 nm.
Bei Konzentrationen ab 50 nM kann es zu Quenching-Effekten kommen.
Oft wird statt TMRM+ die Abkürzung TMRM verwendet, wobei diese auch für Tetramethylrhodamin-maleimid verwendet wird, was zu Verwirrung führen kann.